# Wilf O'Reilly
Pour les articles homonymes, voir O'Reilly.
Wilfred O'Reilly (né le 22 août 1964 à Birmingham), connu sous le surnom de Wilf, est un patineur de vitesse sur piste courte britannique.

## Biographie
Aux épreuves de patinage de vitesse sur piste courte aux Jeux olympiques de 1988, il remporte le 500 m et le 1 000 m.